# Здравко Миљак
Здравко Миљак (11. септембар 1950) бивши је југословенски и хрватски рукометаш.

## Каријера
Рукометну каријеру је почео у локалном клубу Локомотива из Винковаца. Наставио је у загребачком Медвешчаку, а након тога отишао је у иностранство. Прво је био у Цивидину из Трста, а затим у немачком Нетелшеду, потом од 1981. до 1985. у Гунзбургу. Био је најбољи стрелац немачке Бундеслиге у сезони 1983/84. Постигао је 188 погодака на 25. одиграних утакмица, од чега 61 са седам метара. Две године пре тога био је други најбољи стрелац лиге иза Ерхарда Вундерлиха, пошто је постигао само један гол мање.
Био је члан сениорске рукометне репрезентације Југославије. Наступао је за репрезентацију два пута на Олимпијским играма, у Минхену 1972. и Монтреалу 1976. године. Круну играчке каријере доживео је на Олимпијским играма 1972. године у Минхену, где је освојио златну медаљу. На Олимпијским играма 1976. у Монтреалу је освојио пето место, одигравши свих шест сусрета и постигавши 30 погодака. У дресу репрезентације Југославије има још и бронзу са Светског првенства 1974. у Источној Немачкој.
Након што је престао да игра, ради као рукометни тренер. Тренирао је немачки клуб ТСВ Милбертсхофен.

## Успеси
Југославија
- медаље
- злато Олимпијске игре 1972. Минхен.
- бронза 1974. Источна Немачка.

Индивидуалне награде
- Најбољи стрелац Бундеслиге: 1983/84.